# S’il suffisait d’aimer
S’il suffisait d’aimer (с фр. — «Если бы любви было достаточно») —   девятнадцатый франкоязычный студийный альбом франкоканадской певицы Селин Дион, выпущенный 7 сентября 1998 года Канадская ассоциация звукозаписывающих компаний присвоила альбому четыре платиновых сертификаций..

## Об альбоме
S’il suffisait d’aimer девятнадцатый франкоязычный альбом певицы и 24-й в целом на момент издания, считая англоязычные альбомы. Написание альбома курировал Жан-Жак Голдман S'il suffisait d'aimer has sold over 1,890,000 copies in France alone and was certified Diamond.. Критики признали, что певица продемонстрировала прекрасные вокальные данные, а сам альбом получился романтичным и меланхоличными, возможно, один из самых удачных, поскольку Селин пела на родном языке, правда с минимальным квебекским акцентом, а коммерческая составляющая выпуска была не столь существенной как для её англоязычных альбомов. Тем не менее, альбом пользовался необычайной популярностью в Канаде (особенно в Квебеке), Франции, Бельгии, Швейцарии, Греции и т. д. и практически стал классикой. Альбом позднее переиздавался несколько раз в 2004, 2006 и 2007 годах в комбинации с другими композициями, в первую очередь из другого популярного альбома D'eux (О них). Продажи достигли 5 миллионов экземпляров, из которых 1,5 пришлось на Францию. Альбому была вручена премия Джуно как одному из самых успешных.

## Список композиций
Слова и музыка всех песен — Жан-Жак Гольдман, кроме отмеченных.
| №   | Название                              | Автор(ы)             | Длительность |
| --- | ------------------------------------- | -------------------- | ------------ |
| 1.  | «Je crois toi»                        |                      | 5:05         |
| 2.  | «Zora sourit»                         | Гольдман Джей Каплер | 3:51         |
| 3.  | «On ne change pas»                    |                      | 4:08         |
| 4.  | «Je chanterai»                        |                      | 4:10         |
| 5.  | «Terre»                               | Эрик Бензи           | 4:17         |
| 6.  | «En attendant ses pas»                |                      | 4:07         |
| 7.  | «Papillon»                            | Бензи                | 4:01         |
| 8.  | «L'abandon»                           |                      | 4:27         |
| 9.  | «Dans un autre monde»                 |                      | 4:38         |
| 10. | «Sur le même bateau»                  |                      | 4:25         |
| 11. | «Tous les blues sont écrits pour toi» |                      | 4:48         |
| 12. | «S'il suffisait d'aimer»              |                      | 3:35         |

## История релизов
| Регион | Дата            | Под маркой             | Формат | Каталог   |
| ------ | --------------- | ---------------------- | ------ | --------- |
| Европа | 7 сентября 1998 | Sony Music, Columbia   | CD     | 4918592   |
| Канада | 8 сентября 1998 | Sony Music, Columbia   | CD     | 80339     |
| США    | 13 октября 1998 | Epic                   | CD     | 86400     |
| Япония | 21 января 1999  | Sony Music Japan, Epic | CD     | ESCA 7425 |

## Хронология популярных франкоязычных альбомов певицы
- 1987: Incognito (с фр. — «Инкогнито»)
- 1991: Dion chante Plamondon (с фр. — «Дион поёт Пламадон»)
- 1995: D'eux (с фр. — «О них (мужчинах)»)
- 1998: S’il suffisait d’aimer (с фр. — «Ах если бы любви было достаточно»)
- 2003: 1 fille & 4 types (с фр. — «Одна девчонка и четыре парня»)
- 2007: D'elles (с фр. — «О них (женщинах)»)